# Theo Heemskerk
Theodorus "Theo" Heemskerk (20 de julio de 1852-12 de junio de 1932) fue un político holandés del Partido Antirrevolucionario que ocupó el cargo de Primer ministro de los Países Bajos entre el 12 de febrero de 1908 hasta el 29 de agosto de 1913.